# Symmetrics Cycling Team
Symmetrics Cycling Team, foi uma equipa ciclista profissional canadiana.
Patrocinada pela empresa de software Symmetrics, foi criada na temporada de 2005 e até à sua dissolução em 2008 participou particularmente no UCI America Tour.
Passaram pelas suas fileiras ciclistas como Christian Meier e Svein Tuft e a equipa conseguiu importantes classificações no UCI America Tour, sendo 3.º no 2005, 1.º no 2007 e 2.º no 2008, além de que Svein Tuft venceu na classificação individual em 2007.

## Material ciclista
A equipa utilizou bicicletas Norco.

## Classificações UCI
Durante as quatro temporadas em que participou as posições da equipa e de seu melhor ciclista foram as seguintes:

### UCI America Tour
| Temporada | Classificação por equipas | Melhor corredor | Posição |
| 2005      | 3.º                       | Eric Wohlberg   | 15.º    |
| 2006      | 6.º                       | Svein Tuft      | 44.º    |
| 2007      | 1.º                       | Svein Tuft      | 1.º     |
| 2008      | 2.º                       | Svein Tuft      | 2.º     |

## Elenco
Esta é o último elenco em 2008 e as equipas pelos que alinharam os ciclistas em 2009:

### Elenco de 2008
| Nome               | Nascimento | Nacionalidade | Equipa de 2009           |
| Ryan Anderson      | 22/07/1987 | Canadá        | Kelly Benefit Strategies |
| Zachary Bell       | 14/11/1982 | Canadá        | Kelly Benefit Strategies |
| Brandon Crichton   | 22/02/1985 | Canadá        |                          |
| Jacob Erker        | 22/12/1975 | Canadá        | Kelly Benefit Strategies |
| Cameron Evans      | 10/01/1984 | Canadá        | Ouch presented by Maxxis |
| Geoffrey Kabush    | 14/04/1977 | Canadá        |                          |
| Christian Meier    | 21/02/1985 | Canadá        | Garmin-Slipstream        |
| François Parisien  | 27/04/1982 | Canadá        | Planet Energy            |
| Andrew Pinfold     | 14/08/1978 | Canadá        | Ouch presented by Maxxis |
| Andrew Randell     | 04/07/1974 | Canadá        | Planet Energy            |
| Will Routley       | 23/05/1983 | Canadá        | Jelly Belly Cycling Team |
| Jeff Sherstobitoff | 17/06/1982 | Canadá        |                          |
| Svein Tuft         | 09/05/1977 | Canadá        | Garmin-Slipstream        |
| Eric Wohlberg      | 08/01/1965 | Canadá        | Bissell Pro Cycling Team |

## Palmarés
Estes são os as principais vitórias na última temporada:

### Palmarés de 2008
| Datas             | Carreiras                             | Ganhador   |
| 13 de junho       | 4.ªa etapa do Tour de Beauce          | Svein Tuft |
| 10 aa 15 de junho | Classificação Geral do Tour de Beauce | Svein Tuft |